# Huge
Huge es una serie de televisión de drama estadounidense que se emitió en la cadena de televisión ABC Family. La serie se basa en la novela de adultos jóvenes del mismo nombre de Sasha Paley. La serie de drama de una hora gira alrededor de ocho adolescentes enviados a un campo de pérdida de peso llamado Camp Victory. Winnie Holzman (creadora de My So Called Life) y su hija escribieron la trama.
El casting comenzó en enero, con la producción a partir de abril de 2010. La serie se estrenó el 28 de junio de 2010 a las 9 p. m. con 2.53 millones de espectadores. El 4 de octubre de 2010 ABC Family anunció que Huge no estaba recibiendo una orden extra de episodios cancelando el show.

## Sinopsis
La serie se trata de un grupo de chicos y chicas que viven en un campamento para perder peso y promete dar un nuevo giro en los programas de televisión, ya que se centra en personajes que no son las glamurosas bellezas de la escuela. La protagonista de la historia es Will una chica divertida y testaruda que está en sobrepeso, enviada al campamento por sus padres ricos que son dueños de una cadena de centros de fitness, y Amber, una adolescente con curvas que es la chica más flaca y más bella del campamento, pero que se considera demasiado gorda.

## Reparto
- Nikki Blonsky[4] como Willamina ("Will")
- Hayley Hasselhoff como Amber.
- Raven Goodwin como Becca.
- Ari Stidham como Ian.
- Ashley Holliday como Chloe.
- Harvey Guillen como Alistair.
- Stefan Van Ray como Trent.
- Jacob Wysocki como Piznarski.
- Molly Tarlov como Caitlin.
- Gina Torres como Dr. Dorothy Rand
- Zander Eckhouse como George.
- Zoe Jarman como Poppy.
- Paul Dooley como Salty.

## Episodios
| N.º (serie) | Título                      | Emisión original     | Emisión en Latinoamérica | Emisión en España        |
| ----------- | --------------------------- | -------------------- | ------------------------ | ------------------------ |
| 1           | «Hello, I Must Be Going»    | 28 de junio de 2010  | 18 de julio de 2010      | 21 de agosto de 2010     |
| 2           | «Letters Home»              | 5 de julio de 2010   | 25 de julio de 2010      | 28 de agosto de 2010     |
| 3           | «Live Action Role Play»     | 12 de julio de 2010  | 1 de agosto de 2010      | 4 de septiembre de 2010  |
| 4           | «Talent Night»              | 19 de julio de 2010  | 8 de agosto de 2010      | 11 de septiembre de 2010 |
| 5           | «Movie Night»               | 26 de julio de 2010  | 15 de agosto de 2010     | 18 de septiembre de 2010 |
| 6           | «Spirit Quest»              | 2 de agosto de 2010  | 22 de agosto de 2010     | 25 de septiembre de 2010 |
| 7           | «Poker Face»                | 9 de agosto de 2010  | 29 de agosto de 2010     | 16 de octubre de 2010    |
| 8           | «Birthdays»                 | 16 de agosto de 2010 | 5 de septiembre de 2010  | 23 de octubre de 2010    |
| 9           | «Parents Weekend (Parte 1)» | 23 de agosto de 2010 | 26 de octubre de 2010    | 6 de noviembre de 2010   |
| 10          | «Parents Weekend (Parte 2)» | 30 de agosto de 2010 | 27 de octubre de 2010    | 6 de noviembre de 2010   |

## Estreno en DVD
La temporada completa se estrenó en DVD el 22 de febrero de 2011 via Shout! Factory.